# Poliacrilato
I polimeri acrilati, o poliacrilati, sono una famiglia di polimeri che si ottengono dai sali o dagli esteri dell'acido acrilico o del suo derivato metilico.
Sono dotati di elevata trasparenza, resistenza alla rottura ed elasticità.
Sono noti più semplicemente con il termine di uso comune acrilici e sono comunemente impiegati, ad esempio, nei prodotti cosmetici quali lo smalto per le unghie, in veste di sostanza adesiva.
Vengono utilizzati come deflocculanti nella industria ceramica.